# Psicología del yo
La psicología del yo es una escuela de psicoanálisis enraizada en el modelo freudiano de la psiquis humana. Junto al neofreudismo culturalista (Karen Horney, Abram Kardiner, etcétera), al annafreudismo, a la Escuela de Chicago (Franz Alexander), y después a la Self Psychology, más tardía, la Ego Psychology, representada por inmigrantes como Rudolph Loewenstein, Ernst Kris, Erik Erikson, David Rapapport (1911-1960), y sobre todo Heinz Hartmann, es una de las grandes líneas de pensamiento de la historia del freudismo estadounidense, y un componente principal de lo que se denomina «escuela de Nueva York», la NYPS (New York Psychoanalytic Society: Sociedad Psicoanalítica de Nueva York) que le sirvió de soporte. 
Varios psicólogos del yo (como los vieneses Hartmann y Kris y el polaco-francés Loewenstein) eran europeos que emigraron huyendo del nazismo y se asentaron por esto en EE. UU. Rudolph Loewenstein abordó psicoanalíticamente el tema del nazismo, la judeofobia y el exilio en su libro Psychanalyse de L'Antisemitism, donde señaló que: "todo el proceso del crecimiento y desarrollo psicológico del hombre es una serie de conflictos e intentos de adaptación a un entorno cambiante".

## Historia

### Sigmund Freud
Sigmund Freud inicialmente había considerado el yo como una suerte de "órgano sensorial" para la percepción de estímulos tanto externos como internos. Concebía el yo como sinónimo de consciencia y lo contraponía al inconsciente reprimido. Para 1911, se refirió a "pulsiones del yo" por primera vez en su obra Los dos principios del funcionamiento mental, contrastándolos con las pulsiones sexuales: las pulsiones del yo respondían al principio de realidad mientras las pulsiones sexuales respondían al principio del placer. También consideró la atención y la memoria como funciones del yo.
Freud comenzó a notar que no todos los fenómenos inconscientes podían ser atribuidos al ello, pues parecía que el yo tenía aspectos asimismo inconscientes. Esto significó un problema significativo para su "modelo topográfico", lo cual fue resuelto con la publicación de su ensayo El yo y el ello. En lo que llegaría a llamarse el "modelo estructural", el yo llegó a ser entonces un componente formal de un sistema ternario que también incluía el ello y el superyó. El yo aún se organizaba alrededor de capacidades perceptuales conscientes, mas ahora tenía características inconscientes responsables de la represión y otras operaciones defensivas. El yo freudiano en esa época lo tenía por relativamente pasivo y débil, describiéndolo como un impotente jinete sobre el caballo del ello, más o menos obligado a ir a donde el ello deseaba (Meissner, sin fecha).
No mucho después de El yo y el ello, Freud publicó en 1926, Inhibición, síntoma y angustia. En este ensayo, Freud revisó su teoría de la ansiedad así como delinear un yo más robusto. En vez de pasivo y reactivo al ello, el yo era un contrapeso de importancia a aquel, responsable por regular impulsos del ello, además de integrar el funcionamiento en un todo funcional. Las modificaciones hechas por Freud en Inhibición, síntoma y angustia, formó la base de una psicología psicoanalítica interesada en la naturaleza y funciones del yo.

### Heinz Hartmann y otros sucesores
Después de Freud, el psicoanalista más responsable por el desarrollo de la psicología del yo es Heinz Hartmann (Hartmann, 1958). Hartmann fue uno de los discípulos favoritos de Sigmund Freud, y Freud consideraba que nunca se alejó de sus ideas. A través de su asiduo estudio de funciones del yo y de cómo un individuo se adapta a su entorno, Hartmann creó tanto una psicología general como un instrumento clínico con la cual un analista podía evaluar el funcionamiento de un individuo y formular intervenciones terapéuticas. Mitchell and Black (1995) escriben:

Hartmann afectó de manera poderosa el curso del psicoanálisis, abriendo una investigación crucial de procesos clave y las vicisitudes del desarrollo normal. Las contribuciones de Hartmann ampliaron el foco de los intereses psicoanalíticos, desde la psicopatología al desarrollo humano general, de un tratamiento aislado y auto-contenido, a una impresionante disciplina intelectual entre otras disciplinas.
Mitchell and Black, 1995 (pág. 35)

Hartmann creía que el yo incluye capacidades innatas para funciones tales como la percepción, atención, memoria, concentración, coordinación motriz, y lenguaje. Bajo condiciones normales, lo que Hartmann llamaba ambiente esperable promedio, estas capacidades se desarrollaban en funciones yoicas y poseen autonomía de las pulsiones libidinales y agresivas, esto es, no eran producto de frustración y conflicto como Freud creía en 1911. Hartmann reconoció, sin embargo, que la tarea del psicoanalista era neutralizar impulsos en conflicto y expandir las esferas libres de conflicto de las funciones yoicas. Haciendo eso, Hartmann pensaba que el psicoanálisis facilita la adaptación del individuo a su ambiente.
Subsecuentes analistas interesados en la psicología del yo enfatizaron el rol de las defensas, experiencias infantiles tempranas, y la importancia de experiencias socioculturales. Primero, Anna Freud (A. Freud, 1966) enfocó su atención en lo inconsciente del yo, operaciones defensivas e introdujo muchas consideraciones clínicas importantes. Ella pensaba que el yo está predispuesto a supervisar, regular y oponerse al ello a través de defensas y asociaciones. El analista necesita estar afinado al proceso momento-a-momento de lo que el paciente habla, para poder identificar, etiquetar y explorar las defensas en cuanto aparecen. Para Anna Freud, interpretar el contenido reprimido era menos importante que llegar a comprender los métodos que el yo emplea para mantener las representaciones fuera del consciente.
Luego René Spitz (Spitz, 1965), Margaret Mahler (Mahler, 1968) y Edith Jacobson (Jacobson, 1964) estudiaron el comportamiento de infantes y sus observaciones fueron integrados en la psicología del yo. Sus investigaciones describieron y explicaron procesos de vínculo temprano, desarrollo yoico exitoso y fallido, y desarrollo psicológico a través de interacciones interpersonales. En particular, Spitz identificó la importancia de la reciprocidad emocional no verbal madre-infante, Mahler refinó la teoría del desarrollo psicosexual tradicional añadiendo el proceso de separación-individuación, y Jacobson enfatizó cómo los impulsos libidinales y agresivos se desplegaban dentro del contexto de relaciones tempranas y factores ambientales.
Finalmente, Erik Erikson proveyó una valiente reformulación de la teoría psicosexual biológica y epigenética de Freud, a través de sus exploraciones de influencias socioculturales sobre el desarrollo del yo. Para Erikson, un individuo es empujado por sus propias urgencias biológicas y halado por fuerzas socioculturales.
En los Estados Unidos la psicología del yo fue el enfoque psicoanalítico predominante debido en su mayor parte a la llegada de psicoanalistas europeos durante y luego de la Segunda Guerra Mundial. Sin embargo gradualmente adquirieron también influencia en EE. UU. otros enfoques, como la teoría de las relaciones objetales desarrollada en Inglaterra y, posteriormente, el psicoanálisis relacional e intersubjetivo.

## Recepción y crítica
La psicología del yo tiene en común con todas las otras corrientes del freudismo estadounidense el hecho de que se basa en la idea de una posible integración del hombre a una sociedad, a una "comunidad", incluso, después de 1970, a una identidad sexual, a una diferencia (locura, margen), a un color, a una etnia. En consecuencia, no es simplemente una imitación servil de los ideales del american way of life (modo de vida estadounidense), como se afirma con demasiada facilidad en Francia, sobre todo siguiendo a Jacques Lacan. Si bien apunta a la adaptación pragmática de todo sujeto a la sociedad, toma en cuenta de manera crítica los desarraigos y las diferencias ligados al ideal adaptativo estadounidense.